# Eriocaulon trilobatum
Eriocaulon trilobatum är en gräsväxtart som beskrevs av Wilhelm Willy Otto Eugen Ruhland. Eriocaulon trilobatum ingår i släktet Eriocaulon och familjen Eriocaulaceae.
Artens utbredningsområde är Madagaskar. Inga underarter finns listade i Catalogue of Life.